# ناتالي ويكسلر
ناتالي ويكسلر (بالإنجليزية: Natalie Wexler)‏ (1955)؛ روائية أمريكية.